# Левжа (река)
Ле́вжа (Лемжа, Подольха) — река в России, протекает по территории Рузаевского района и городского округа Саранск Республики Мордовия. Устье реки находится в 117 км по левому берегу реки Инсар. Длина реки составляет 31 км, площадь водосборного бассейна 189 км². В верхнем течении также называется Подольха.
Исток в 4 км к западу от села Перхляй (центр Перхляйского сельского поселения). Река течёт на юго-восток, протекает деревни и сёла Мордовские Полянки, Ключарёвские Выселки, Ключарёво, Рыбный, Трусовка, Поповка. Село Левжа находится в пойме реки, однако в 3 км от русла. Притоки — Поварноляй (правый), Ризва (левый). Около посёлка Рыбный на реке организованы рыбоводческие пруды. Левжа впадает в Инсар в селе Монастырское, входящее в состав Городского округа Саранск возле платформы Монастырская.

## Данные водного реестра
По данным государственного водного реестра России относится к Верхневолжскому бассейновому округу, водохозяйственный участок реки — Алатырь от истока и до устья, речной подбассейн реки — Сура. Речной бассейн реки — (Верхняя) Волга до Куйбышевского водохранилища (без бассейна Оки).
Код объекта в государственном водном реестре — 08010500212110000038369.